# 新島学園中学校・高等学校
新島学園中学校・高等学校（にいじまがくえんちゅうがっこう・こうとうがっこう）は群馬県安中市に所在する私立中学校・高等学校。キリスト教主義学校として開設当初から中高一貫校である。

## 概要
新島襄が育ませたキリスト教精神を信条とし、当地で醸造業を営む湯浅正次が中心となって創立された学校で、当地の日本基督教団安中教会と関係の深いプロテスタント系の学校である。全日制で普通科設置。
高校入試も行われており、新島学園高校は毎年若干名を外部の中学校から募集している。
同じ学校法人新島学園の系列校として、新島学園短期大学が高崎市に所在している。

## 沿革
- 1878年：新島襄、帰郷中の布教活動として、生地安中上野尻便覧舎にて30名の男女（男子16名、女子14名）に洗礼を施し、後の安中基督教会組織の礎とする。当地在住の湯浅治郎、その内の一名として洗礼を受ける。
- 1890年：新島襄、神奈川県大磯百足屋旅館にて没。
- 1920年：安中教会（正称「新島襄 記念会堂」）新築。
- 1927年：このころから設立基金の呼びかけ運動が起きるも、時局の混乱により芳しい結果には繋がらず、また現存する資料も乏しい。
- 1946年：新島学園中学校設立認可申請書及び財団法人新島学園設立許可申請書が提出される。
- 1947年：新島学園中学校の設置と財団法人新島学園設立が認可される[3]。初代校長兼理事長に湯浅八郎が就任。第一回入学式。中学一年に45名、二年に37名入学。教職員10名。旧碓氷蚕種組合建物を仮校舎として授業開始。
- 1948年：学制改革に伴い新島学園高等学校と同付属中学校に移行。安中教会堂で開校式、生徒170名父兄90名教会員20名、来賓60名と記録される。木造二階建校舎完成[3]。
- 1949年：中学校第一期生41名卒業。
- 1950年：第2校舎完成[3]。
- 1951年：学校法人新島学園に組織変更、名称を新島学園高等学校高等学部・同中学部に改める。高等学部長山崎金治郎、中学部長松島一男。安中町の寄贈により美術室完成[3]。
- 1952年：高等学部第1期生34名卒業[3]。
- 1953年：学園礼拝堂（初代）完成、上棟式[3]。
- 1958年：第1回学園文化祭実施[3]。学園の校歌制定（作詞：岡部倉三郎、作曲：黛敏郎）
- 1959年：学寮・清心寮（初代）完成。理科教室棟完成[3]。
- 1964年：体育館定礎式。
- 1965年：同志社大学より若干名の推薦入学が認められる（以降、推薦枠は徐々に拡大している）。2月25日、体育館（初代)が竣工した[3]。
- 1967年：清心寮新館完成、竣工式[3]。理事会で共学制への転換が決定、次年度より女子生徒募集が始められることとなる。
- 1968年：最初の女子生徒、中学一年へ14名、高校一年へ21名入学[3]。
- 1969年：ソフトボール部、第4回全国高校総体（伊那市）で初優勝。靖国神社法案について一部生徒から要望書が提出され、生徒総会が開かれる。
- 1970年：同志社女子大学から2名の推薦入学枠が認められる。
- 1971年：名称を新島学園高等学校・新島学園中学校と改める[3]。校地の南側へ運動場が拡張される。
- 1974年：新校舎完成、除幕式[3]。
- 1978年：格技場兼セミナーハウス完成[3]。
- 1980年：男子生徒制服制定。パソコンを導入[3]。
- 1981年：初代理事長湯浅八郎没。追悼会が行われる。
- 1985年：第一回「参歩」妙義山往復遠足が全校生徒にて行われる[3]。高校生男子30km、女子、中学生徒20kmの行程。
- 1988年：新礼拝堂完成[3]。入学式が行われ、以後学園のシンボル的な建築物となる。
- 1990年：礼拝堂内、パイプオルガン奉献式挙行[3]。以後、礼拝及び諸処の式典において吹奏される。
- 1994年：上信バス、富岡 - 安中間バス路線廃止。後、PTAの交渉により一日4便の契約バスの運行が開始される。6年制一貫教育を検討するプロジェクトチーム結成される。8月31日、第2体育館が施工された[3]。理事会にて、スクールカラーを「江戸紫」、校章を「根笹」と決定される。
- 1998年：西校舎が竣工された[3]。
- 1999年：メディアルーム設置（生徒用パソコン導入）[3]。
- 2000年：完全中高一貫制に移行。高校受験を廃止[注 1]
- 2002年：完全6年制一貫教育・週5日制実施[3]。
- 2006年：週6日制が再実施される[3]（土曜のみ4限授業）。7月から本校舎耐震工事が実施される[3]。
- 2007年：旧体育館を取り壊し、新たに南方に新体育館、及びテニスコートが施工された[3]。また、学内での慣習的なしきたりに対して廃止や改変が順次行われるようになった。
- 2009年：創立60周年記念事業としてフィリアホールが竣工された[3]。
- 2013年：2月に清心寮舎が解体される[3]。5月29日、文化部練習場が施工された[3]。
- 2016年：新教務棟竣工[3]。
- 2018年：新島学園第2グラウンド施工式が行われた[3]。
- 2019年：変則週5日制授業が実施される[3]（火曜金曜の授業を振り替える形で行われた）。
- 2020年：完全に週5日制の授業となった[3]（但し木曜日は7限授業）。7月には校内Wi-Fiの設置が完了した[3]。12月、女子用スラックスが導入された[3]。
- 2021年：全教室に大型モニターを導入[3]。

## 学内
- シンボル的な設備としてレンガ外装の礼拝堂が存在し、朝の礼拝、諸々の行事はここで行われる。礼拝堂に付属したロビーには新島襄の胸像が鎮座している。
- グラウンドが2面、テニスコートが5面（4面オムニー、1面クレー）（軟式2面、硬式3面）、屋内ジム・長距離走用設備を備えた体育館が2館存在する。
- 高等学校としてはそれなりの歴史を持つ学校であるものの、開校当初を伝える古い建造物は殆ど残されていない。近年まで残されていた旧寮の建物も解体され、跡に同窓会による祈念碑が建造された。
- 部活動では、インターハイ入賞常連校となっているソフトボール部が有名。他、運動系の部としてはサッカー部・陸上部・バスケットボール部・ソフトテニス部・硬式テニス部・山岳部等、文化系の部としては全国大会に出場した演劇部、写真部、美術部、放送部等が存在。また、日々の礼拝や式典に唱歌を行う聖歌隊、ボランティア活動を行うインターアクト部がある。
- 礼拝で使用される聖書は新共同訳聖書。讃美歌は讃美歌21。
- 学園祭は隔年で初夏に行われる。
- 生徒は地元安中市をはじめ、前橋市、高崎市、西毛・北毛方面、遠くは埼玉県や長野県からの通学者も存在する。

## 逸話
- クリスマスの終業後には、キリストの降臨物語を劇にしたページェントが行われる。配役は主に生徒の立候補。毎年時期になると、学年ごとに配役表が配られている。稽古時間は公欠扱い。また、駐車場の木々を飾り立てるクリスマスツリーは地元において毎年の名物となっている。
- 記念式典や伝道礼拝の時などは著名人が講演をする。
- 週一時間ある「宗教（現在では総合学習の時間として通知表に記載）」の授業科目においては新旧聖書内の物語や教え、あるいは新島襄の生涯といったものが扱われる。また、最高学年では倫理の授業も。道徳の授業、式典での「君が代」が無く、代わりに讃美歌が流されている。
- 長野県小諸市、軽井沢町等からの通学もあり、信越本線の碓氷峠区間廃止にあたり、交通手段を奪われた長野県の生徒の保護者が、廃止を不服として行政訴訟を起こした。この訴訟は、門前払い（原告適格否認）となっている。なお、現在は小諸、軽井沢の他上信電鉄の下仁田駅からスクールバスが設定されており、チケットは事務室で販売されている。

## 著名な出身者
- 布袋寅泰（名誉卒業） - ミュージシャン。元BOØWY、COMPLEXのギタリスト
- 小島伸幸 - 元サッカー選手 (GK) 、元・日本代表、ザスパ草津
- 藤口光紀 - 日本プロサッカーリーグ理事、2006年から浦和レッドダイヤモンズの取締役
- 五十嵐美紀 - 元陸上競技長距離走・マラソン選手、1992年バルセロナ五輪代表
- 竹下裕理 - アナウンサー
- 生方ななえ - モデル
- 阿久津ゆりえ - モデル
- 村上賢司 - 映画監督・テレビディレクター
- 三遊亭竜楽 - 落語家
- 古今亭今輔（6代目） - 落語家
- 大嶋匠 - 元プロ野球選手、ソフトボール選手
- 横山順一 - 宇宙物理学者
- 佐野元哉 - 俳優
- 青木宣篤 - バイクレーサー
- 原優子 - 声優、女優
- 中島ノブユキ - ミュージシャン
- 三宅豊 - ソフトボール選手
- 小野寺恵介 - バスケットボール選手
- 櫻井彰生 - 映画監督